# FI Андромеды
FI Андромеды (лат. FI Andromedae) — одиночная переменная звезда в созвездии Андромеды на расстоянии (вычисленном из значения параллакса) приблизительно 27089 световых лет (около 8306 парсеков) от Солнца. Видимая звёздная величина звезды — от +14,86m до +13,78m.

## Характеристики
FI Андромеды — жёлто-белая пульсирующая переменная звезда типа RR Лиры (RRAB)* спектрального класса F. Эффективная температура — около 6314 K.